# Secrétaire exécutif de la Communauté de développement d'Afrique australe
Le Secrétaire exécutif de la Communauté de développement d'Afrique australe, appelé simplement « Secrétaire exécutif », est l'une des institutions de la Communauté de développement d'Afrique australe créée par l'article 15 de son traité fondateur,.

## Compétences
Les compétences du Secrétaire exécutif sont :
- consulter et coordonner les gouvernements et les autres institutions des États membres ;
- la mise en œuvre de mesure promouvant les objectifs de la CDAA et l’amélioration de ses performances tant de sa propre initiative qu’à celle du Sommet ;
- promouvoir la coopération avec les autres organisations pour l’approfondissement des objectifs de la CDAA ;
- organiser et servir les Sommets, le Com, etc. ;
- la gestion des propriétés de la CDAA ;
- la nomination du personnel du Secrétariat ;
- l’administration générale et financière du Secrétariat ;
- la préparation des rapports annuels sur les activités de la CDAA ;
- la préparation du budget et l’audit des comptes de la CDAA pour les soumettre au CoM ;
- les missions diplomatiques et la représentation de la CDAA ;
- les relations publiques et la promotion de la CDAA ;
- exercer les fonctions qui lui sont attribuées par le Sommet.

## Anciens secrétaires
| Nom             | Pays     | Date      |
| --------------- | -------- | --------- |
| Stergomena Tax  | Tanzanie | 2013-2023 |
| Elias M. Magosi | Botswana | 2023-     |

## Sources